# Innertkirchen
Innertkirchen là một đô thị ở huyện Oberhasli ở bang Bern ở Thụy Sĩ. Đô thị này có diện tích 120 km², dân số năm 2005 là 960 người.
Innertkirchen là trạm cuối của tuyến đường sắt khổ hẹp Meiringen-Innertkirchen Bahn nối khu vực này với ga Meiringen.